# Itasuchidae
De Itasuchidae zijn een familie van uitgestorven Mesoeucrocodylia die leefden tijdens het Krijt in Gondwana. Het was een clade van landbewonende carnivore crocodyliformen die een nogal hondachtige vorm ontwikkelden.

## Naamgeving
In 2004 definieerden Carvalho e.a een klade Itasuchidae als de groep omvattende de laatste gemeenschappelijke voorouder van Itasuchus en Malawisuchus; en al zijn afstammelingen.

## Fylogenie
De fylogenetische analyse van Carvalho et alii (2004) vonden een zusterverwantschap tussen Malawisuchus en Itasuchus. Ze noemden deze knoopfamilie Itasuchidae en ontdekten dat het een lid was van Peirosauroidea. Hun analyse omvatte echter geen Neosuchia of (anders dan Itasuchus) trematochampsiden. Latere studies plaatsten Itasuchus als een trematochampside (en niet nauw verwant aan de meer afgeleide notosuchiër Malawisuchus). 
In hun artikel uit 2018 waarin ze Goniopholis paulistanus hernoemen als Roxochampsa, herdefinieerden Pinheiro et alii (2018) Itasuchidae zodat alleen ziphosuchiërs die nauwer verwant zijn aan Itasuchus dan Barreirosuchus, Montealtosuchus, Mahajangasuchus en Sebecus in de familie werden opgenomen.